# Pi Tauri
Pi Tauri (73 Tauri) é uma estrela na direção da constelação de Taurus. Possui uma ascensão reta de 04h 26m 36.38s e uma declinação de +14° 42′ 49.9″. Sua magnitude aparente é igual a 4.69. Considerando sua distância de 455 anos-luz em relação à Terra, sua magnitude absoluta é igual a −1.03. Pertence à classe espectral G8III.